# Timbó
Pour l’article homonyme, voir Timbó Grande.
Timbó est une ville brésilienne de l'État de Santa Catarina, dans la vallée du rio Itajaí.

## Généralités
Des immigrants allemands, menés par Frederico Donner, s'établirent au confluent du rio Benedito et du rio dos Cedros, en provenance de Blumenau. Des immigrants italiens les rejoignirent plus tard. La majorité des habitants actuels de la ville de Timbó sont originaires de Poméranie et de Hambourg (Allemagne) et de Trente (Italie).
La ville de Timbó fut fondée le 12 octobre de 1869 et devient municipalité le 25 mars 1934.

## Géographie
Timbó se situe par une latitude de 26° 49′ 24″ sud et par une longitude de 49° 16′ 18″ ouest, à une altitude de 68 mètres.
Sa population était de 36 817 habitants au recensement de 2010. La municipalité s'étend sur 127 km2.
Elle fait partie de la microrégion de Blumenau, dans la mésorégion de la Vallée du rio Itajaí.

## Tourisme
On trouve notamment à Timbó les lieux touristiques suivants :
- Morro Azul (parc écologique Freymund Germer) - à 18 kilomètres du centre de la ville se situe le point le plus haut de Timbó, à 758 mètres d'altitude. Le sommet est équipé pour la pratique du vol libre ;
- jardin botanique (parc des expositions Franz Damm), situé au centre de la ville ;
- Morro Arapongas, point de vue situé à six kilomètres du centre, il est difficile d'accès ;
- retenue du Rio Benedito, construite en 1880 par les immigrants allemands, elle se situe au centre de la ville ;
- musée de la musique (salon Hammermeister) où des instruments de musique vieux de cinq siècles sont exposés dans un salon du XIXe siècle ;
- musée de l'immigrant dont le projet est de préserver la mémoire de l'époque de la fondation de la ville en présentant le mode de vie des premiers colons. Il se situe dans le centre-ville ;
- maison du poète Lindolf Bell, inaugurée le 11 décembre 2003 avec pour objectif de présenter la vie de son célèbre occupant.

## Administration

### Liste des maires
Depuis son émancipation de la municipalité de Blumenau en 1934, Timbó a successivement été dirigée par :
- Ernesto João Nunes - 1934
- Alberto Meyer - 1934 à 1935
- Sylvio Scóz - 1935 à 1936
- Carlos Brandes - 1936 à 1937
- Walter Muller - 1937 à 1941
- Theodolindo Pereira - 1941 à 1945
- Leopoldo Klug - 1945 à 1946
- Mário Luiz Schuster - 1946
- Theodolindo Pereira - 1946 à 1947
- Carlos Scheidemantel - 1947
- Maurício Germer - 1947
- Mário Luiz Schuster - 1947 à 1951
- João Arthur Kinder - 1951
- Walter Muller - 1951 à 1955
- Gustavo Brandes - 1955 à 1956
- Ricardo Beyer Júnior - 1956 à 1961
- Mário Luiz Schuster - 1961 à 1966
- Henry Paul - 1966 à 1970
- Horst Otto Domning - 1970 à 1973
- Alidor Pieritz - 1973 à 1977
- Henry Paul - 1977 à 1983
- Ingo Frederico A. Germer - 1983 à 1988
- Donigo Wolter - 1989 à 1992
- Juvencio Slomp - 1993 à 1995
- Waldimiro Grundmann - 1995 à 1996
- Waldir Ladehoff - 1997 à 2004
- Oscar Schneider - 2005 à 2008
- Laércio Demerval Schuster Júnior - 2009 à aujourd'hui

### Divisions administratives
La municipalité est constituée d'un seul district, siège du pouvoir municipal.

## Villes voisines
Timbó est voisine des municipalités (municípios) suivantes :
- Rio dos Cedros
- Pomerode
- Indaial
- Rodeio
- Benedito Novo